# Церсей Ланистър
Церсей Ланистър е измислен герой от поредицата Песен за огън и лед от фантастичните романи на американския автор Джордж Р. Р. Мартин и неговата телевизионна адаптация Игра на тронове където е изиграна от актрисата Лина Хийди. Появява се за първи път първата книга от поредицата „Игра на тронове“ Церсей е от дома Ланистър един от най-богатите и силни домове във Вестеро. Героя се появява във всяка книга от поредицата до момента.
Церсей е кралица на Седемте кралства на Вестерос заради брака ѝ с Робърт Баратеон. Баща ѝ Тивин Ланистър урежда този брак след неуспешния му опит да я омъжи за принц Рейгар Таргериан. Робърт получава трона с помощта на домът Ланистър след което слага край на дома Таргериан.Церсей е замесена в кръвосмесителна афера с нейния брат близнак Джайм Ланистър от който са всъщност и трите деца на Церсей за който Робърт смята за свой. Слуховете че децата ѝ не са от Робърт предизвикват борба за трона след смърта му, известна като Войната на петте крале. Мотивите на Церсей са нейната жажда за власт и любовта към децата ѝ който се опитва да защити.
Актрисата Лина Хийди получава значителна похвала от страна на критиците за изиграването на ролята на Церсей.

## Описание
Церсей е единствената дъщеря и най-голямото дете на Тивин Ланистър и съпругата му Джоана. Тя има брат близнак на име Джайм.
Близнаците експериментирали сексуално в ранна възраст но са видени от слугиня която информира майка им. Тя ги заплашва че ако това се повтори някога ще каже на баща им.
Скоро след това майка им Джоана умира при раждането на малкият им брат Тирион който е джудже. Церсей обвинява Тирион за смъртта на майка им и започва да го малтретира докато е още бебе.
Оше когато Церсей била малка баща ѝ Тивин Ланистър се надяваше Церсей да се омъжи за принц Рейгар Таргериан но плана му не се осъществява.
Години по-късно Тивин Ланистър предлага на Ерис Таргериан да се омъжи дъщеря му Церсей за сина му Рейгар Таргериан, но той отказва като по този начин унижава лорд Тивин. Тивин отвежда Церсей в Кралски чертог за да се запознае с Ерис, но той продължава да отказва брак между синът му и Церсей. Четири години по-късно Джайм пристига в столицата за да се срещне със сестра си с която не се е виждал през тези четири години. Тя информира Джайм че баща им възнамерява да го омъжи за Лиза Тъли и го обеждава да стане част от Кралската стража за да предотврати брака и да остане в столицата. Тогава отново започва връзка между тях.
Първоначално Церсей се радва че ще се омъжи за Робърт, но той не отвръща на Церсей с обич и многократно ѝ изневерява. След това тя подновява кръвосмесителната си връзка с Джайм в резултат на което се раждат Джофри, Мирцела и Томен.
По време на тийнейджърските си години, вярвайки, че годежът ѝ с Рейгар скоро ще бъде обявен, Церсей отива при вещица надявайки се да ѝ каже какво ще бъде нейното бъдеще. Вещицата ѝ казва че тя наистина ще стане кралица но след време ще се появи по-млада и по-красива от нея която ще я измести и че децата ѝ ще умрат преди нея. Церсей през целия си жовот живее в страх че пророчеството може да се окаже истинско и се опитва да го промени. В крайна сметка пророчеството се оказва истина

## Сюжетни линии

### Игра на тронове
Робърт, Церсей и голяма част от свитата им пристигат в Зимен хребет за да назначат лорд Едард Старк за ръка на краля. По време на кралкото посещение в Зимен хребет, един от синовете на Едард, Бран вижда Церсей и Джайм в интимен момент в една от кулите на замъка. За да предотврати разкриването на тяхната връзка и кръвосмешение Джайм бута Бран от кулата. Бран оцелява но, губи спомена за падането и остава с парализирани крака.
В крайна сметка Едард разбира за изневярата на Церсей и се изправя срещу нея, като ѝ дава възможност да избяга в изгнание и по този начин да спести на екзекуцията на децата си. По това време Церсей вече е организирала убийството на крал Робърт в „инцидент“ при лов където краля умира. Церсей поема власта като регент и арестува Едард за държавна измяна. Церсей възнамерява Едард за признае публично че е извършил измяна след което като наказание да стане част от Черната стража, но плана ѝ е провален когато вместо това Джофри нарежда Едард да бъде екзекутиран.

### Сблъсък на крале
Разочарован от многото политически гафове на Церсей, както и от неспособността ѝ да контролира Джофри, Тивин назначава Тирион за Ръка на краля и му дава изрични инструкции да контролира Церсей и Джофри. Церсей и Тирион влизат в остър конфликт.
В отсъствието на Джайм Ланистър, Церсей започва връзка с братовчед им Лансел Ланистър. по-късно Тирион разкрива връзката им. Когато Станис Баратеон пристига заедно с флотата си за да превзема Кралски чертог Церсей и Джофри се барикадират в Червената цитадела а Тирион води защитата на столицата. В крайна сметка Тивин и армийте на домът Тирел пристигат навреме за да, принудят Станис да се оттегли и да спасят града.

### Вихър от мечове
След като официално заема позицията на Ръка на краля Тивин казва на Церсей че не е желана на заседанията на съвета като по този начин я лишава от политическия ѝ авторитет. Освен това Тивин възнамерява да ожени Церсей за Уилъс Тирел за да сключи съюз с домът Тирел. Всичко това се прекъсва когато Джофри е отровен на сватбеното си пиршество. Обезумяла от мъка по загубата на най-голямото си дете Церсей обвинява Тирион за смърта на Джофри и че го е отровил за отмъщение.
Церсей манипулира процеса срещу Тирион за да го отсъдят за виновен, като подкупва и заплашва свидетелите. Когато Тирион поисква съд чрез двубой. На страната на Церсей се дуелира сър Грегор Клегейн – Планината а на страната на Тирион се бие принц Оберин Мартел. В двубоя Грегор побеждава и убива Оберин. Тивин признава Тирион за виновен и го осъжда на смърт. Тирион е затворен до изпълнение на екзекуцията но, успява да избяга от затвора и да убие баща си Тивин. След това Церсей отново поема власта.

### Пир за врани
След смъртта на Тивин и Джофри, По-малкият син на Церсей осем годишният Томен Баратеон е коронясан на крал, а Церсей управлява кралствата като регент. Управлението на Церсей е поредица от лоши решения и политически гафове поради егоизма и лошият ѝ нрав. Церсей не изплаща задълженията на кралството към Желязната банка на Бравос и Вярата на седемте. По това време домът Тирел започват да изграждат власт в столицата което също е лошо за нея.
В опит да подкопае авторитета на домът Тирел и да измъкне сина си от брака му с Марджъри Тирел, Церсей обвинява Марджъри в изневяра и предателство. Този план обаче има обратен ефект тъй като по време на разследването за престъпленията на Марджъри се разкриват доказателства за изневярата на Церсей и за съучастието ѝ в убийството на крал Робърт Баратеон заради което Церсей е арестувана от Вярата на седемте. Церсей изпраща писмо до Джайм Ланистър с молба за помощ, но той изгаря писмото и пренебрегва молбата ѝ.

### Танц с дракони
За да бъде освободена от затвора, Церсей признава няколко от по-леките обвинения срещу нея, включително следбрачни отношения, но не признава, че е убила съпруга си крал Робърт, нито че децата ѝ са плод на кръвосмешение. Въпреки това Церсей е наказана а за изкупление е принудена да се съблече и да се разхожда гола из столицата пред очите на обществото.

## ТВ адаптация
Лина Хийди играе ролята на Церсей Ланистър в сериала Игра на тронове.

### Сюжетни линии
Голяма част от сюжетната линия на Церсей от първия и втория сезон на сериала е непроменена от книгите. Една от най-големите разлики е в това че в сериала Джофри заповядва убийството на незаконните деца на крал Робърт Баратеон а не Церсей.

#### Сезон 1
Церсей разбира че има опасност съпруга ѝ Робърт Баратеон да разбере че децата им всъщност не са негови. Робърт среща смъртта си при нападение от глиган по време на лов преди Едард Старк да му каже истината за деца. Церсей действа бързо и поставя най-големият си син Джофри на трона и себе си като регент. Джофри обаче бързо показва признаци на независимост.

#### Сезон 2
Тивин решава, че Церсей не упражнява достатъчно контрол над сина си и изпраща Тирион като допълнителен политически съветник. Церсей и Тирион не се разбират и постоянно се опитват на подкопаят авторитета на другия. В края на втори сезон Тирион натрупва повече власт и изпраща Мирцела единствената дъщеря на Церсей да се омъжи за принца на Дорн против волята на Церсей. Пристигането на Лорд Тивин Ланистър лишава Тирион и Церсей от власт в столицата.

#### Сезон 3
Церсей се страхува, че Марджъри Тирел възнамерява да я измести от мястото ѝ на кралица и че се опитва да настрой Джофри срещу нея. Когато Тивин научава за плана на Тирелите да омъжат брата на Марджъри, Лорас Тирел за Санса Старк той се намества и вместо това жени Тирион за Санса.Церсей е възхитена, но радостта ѝ се превръща в гняв, когато Тивин и заповядва да се ожени за Лорас Тирел. Джайм се връща в Кралски чертог и незабавно се вижда с Церсей която е в шок щом вижда че ръката му е отрязана.

#### Сезон 4
Церсей арестува Тирион, след като Джофри е мъртъв след отравяне за което го смята него за виновен. Виновен или не Церсей иска Тирион мъртъв за разлика от Джайм който не вярва че Тирион би убил някой от семейството им. По време на процеса срещу Тирион свидетелите дават или непълни или изцяло неверни доказателства подари факта че са подкупени от Церсей за да бъдат Тирион и Санса Старк обвинени за участие в убийство. След като Тирион иска съдебед процес чрез двубой на страната на Церсей се бие сър Грегор Клегейн – Планината. За да намали шансовете за оцеляване на Тирион, Церсей подкупва най-потенциалният му защитник Брон чрез сгодяване с благородничка. Оберин Мартел решава да се бие за Тирион, но губи дуела и е убит от Грегор Клегейн. Тя все още отказва да се омъжи за Лорас, като дори заплашва баща си че ще разкрие за кръвосмешителната ѝ връзка с брат си Джайм.

#### Сезон 5
Церсей получава заплаха от Дорн където Мирцела е омъжена за принц Тристан Мартел. Церсей изпраща Джайм в Дорн за да измъкне Мирцела. Томен е женен за Марджъри която се опитва да го манипулира и да го накара да изпрати Церсей в Скалата на Кастърли. Страхувайки се да не загуби власта си Церсей се среща с реигиозния водач, Върховния врабец, назначава го за Върховен септон и му дава власт да възстанови Вярата на седемте. За да дестабилизира домът Тирел, Церсей урежда Върховния врабец да арестува Лорас заради неговата хомосексуалност. Марджъри също е арестувана за лъжесвидетелстване, след като е разпитана и излъгала за да защити брат си Лорас. Въпреки това планът на Церсей се обърква след като Лансел, който сега е член на Вярата на седемте признава за връзката си с Церсей и за съучастието им в убийсвтото на крал Робърт Баратеон,освен това обвинява Церсей в кръвосмешения и подтиква Върховния врабец да арестува и нея. Въпреки това на Церсей е позволено да се върне в Червената цитадела но след като признава че е имала връзка с Лансел, отрязва косата си и е принудена да ходи гола по улиците на Кралски чертог за изкупление. Церсей се връща с циталедата обезумяла от малтретирането.

#### Сезон 6
Церсей остава в Червената цитадела, затворена в покойте си и лишена от власт. Въпреки че приема извинението на Томен за липса на действие при арестуването ѝ,тя остава пренебрегната от другите членове на съвета. Церсей научава от Томен, че Върховния врабец планира Марджъри също да извърши процес за изкупление на греховете си и заговорничи с Малкия съвет за повикат армията на домът Тирел за да освободят Марджъри и Лорас. Техният план се проваля когато разбират че Марджъри се е присъединила към Вярата на седемте и е убедила Томен да обедини вярата и короната. Въпреки че остава без съюзници Церсей решава да остане в Кралски чертог. Церсей урежда Септата на Бейлор да бъде взривена по време на процеса на Лорас, който убива Върховния врабец, Лорас, Марджъри и останалите членове на Малкия съвет. В резултат от действията на Церсей, Томен се самоубива. След смъртта на Томен, Церсей претендира за Железния трон и става първата Кралица-регент на седемте кралства.

#### Сезон 7
Въпреки че Церсей е владетел на Вестерос хватката ѝ над трона е слаба, след клането на Аря Старк върху домът Фрей. Обявяването на Джон Сняг за крал на Севера и Долината на Арин. Подкрепата на Денерис от страна на Тирион Ланистър, Яра Грейджой, Дорн и домът Тирел. Освен това флотът на Денерис превзема крепоста Драконов камък. Церсей приема самоубиството на Томен като предателство към семейството. Без останали деца, злобата и жаждата за отмъщение на Церсей нарастват и тя все повече събира сили за да унищожи враговете си. Церсей сключва съюс със краля на железните острови Еурон Грейджой. По късно Еурон прави засада на флота на Денерис и при нея заловява Яра Грейджой, Елария Пясък и ги представя като подарък на Церсей. Тя се съгласява да се ожени за Еурон но след като спечелят войната, но въпреки това тя продължава връзката си с Джайм. Церсей затваря Елария и Тайен в подземията и убива Тайен със същата отрова с която Елария убива Мирцела като държи Елария жива за да види сама как дъщеря ѝ умира.
Преставител на Желязната банка пристига в Кралски чертог за да поиска дължимото. Церсей поисква две седмици за да върне дълга на кралството. За да върне дължимово тя изпраща армиите на домът Ланистър и тези на Търли да атакуват Планински рай и там те побеждават домът Тирел. Олена Тирел се самоубива след поражението но преди това признава на Джайм Ланистър че тя е отговорна за смъртта на Джофри. Парите на домът Тирел се изпращат и пристигат невредими до Кралски чертог за разлика от храната и провизиите които са унищожени когато Денерис напада кервана с дотраките и един от драконите си. Джайм едва оцелява след битката и се опитва да убеди Церсей да престане с войната.
Тирион Ланистър прониква в столицата за да се срещне с Джайм. Джайм казва на Церсей че Денерис Таргериан и Джон Сняг желаят да се срещнат с нея за да преговарят за примирие докато хората се преборят с Белите бродници. Церсей е скептична но в крайна сметка се съгласява, след което сподея на Джайм че е бременна. Денерис и Джон се срещат с Церсей в Драконовата арена в покрайнините на Кралски чертог. Те преставят на Церсей заловен представител на Белите бродници като доказателство че те са истинска заплаха. Макар и ужасена Церсей първоначално отказва примирие тъй като Джон отказва да бъде неутрален във войната между Ланистър и Таргериан. Тирион говори с Церсей насаме и излежда че успява да я убеди за примирие. По-късно обаче тя разкрива на Джайм че вместо това фалшиво съгласие истинският план на Церсей е да изпрати Еурон Грейджой в Есос за да наеме армия, и да изчака армията на Денерис да намалее или да бъде елиминирана в битката с Белите бродници. Отвратен от егоизма на Церсей, Джайм решава да замине на север за да помогне в битката оставяйки Церсей сама.

#### Сезон 8
Церсей е информирана че Белите бродници са пробили Стената. Еурон Грейджой се връща в Кралски чертог с наета армия.
Церсей разрежава на цивилните да използват за убежище Червената цитадела уж за да ги предпази от армията на Денерис, но истиснката причина за това е за да ги използва за живи щитове за възпиране на атаката. Железният флот убива един от драконите на Денерис, Рейгал и успява да плени Мисандей. Когато Еурон се връща в столицата Церсей му казва че е бременна и го лъже че бебето е от него. Денерис,Тирион и другите ѝ съветници пътуват към Кралски чертог за да поискат Церсей да се предаде но Церсей не се интересува и няма намерение да се предава като кара Планината да отсече главата на Мисандей и то пред Денерис. Впоследствие Денерис предприема атака срещу Железният флот и го унищожава след което напада и столицата. Церсей заповядва да се бият камбаните за капитулация на града но Денерис продължава да унищожава града. Церсей се опитва да избяга като по това време среща Джайм който е проникнал в Червената цитадела по заповед на Тирион за да я измъкне от там, но изходът им обаче е блокиран от отломките. Двамата загиват след като цитателата се срутва върху тях. Тирион открива телаа им погребани под останките от цитаделата.